# Timothy Weah
Timothy Tarpeh Weah (Nova Iorque, 22 de fevereiro de 2000) é um futebolista estadunidense que atua como atacante. Atualmente, joga no Olympique de Marseille, emprestado pela Juventus.
É filho de George Weah, ex-presidente da Libéria e lendário ex-atacante do Paris Saint-Germain, Monaco e Milan, vencedor da Bola de Ouro de 1995. Seu irmão George Weah Jr. também foi futebolista profissional.

## Carreira

### Paris Saint-Germain
Em 3 de julho de 2017, Weah assinou um contrato profissional de três anos com o clube francês Paris Saint-Germain. No dia 3 de março de 2018, Weah fez sua estreia pelo elenco profissional do Paris Saint-Germain, na vitória sobre o Troyes, em nome da 28ª rodada da Ligue 1. Substituindo aos 81 minutos Giovani Lo Celso. Em 12 de agosto de 2018, ele marcou seu primeiro gol na Ligue 1 contra o Caen na primeira partida da temporada (vitória por 3 a 0 do PSG).
Ele passou a maior parte da temporada com os reservas no Championnat National 2 e no time sub-19 da Liga Jovem da UEFA. Sem muitas oportunidades deixou Paris em busca de espaço.

### Celtic
Em 7 de janeiro de 2019, Weah se juntou ao Celtic por um empréstimo de seis meses. Ele fez sua estreia em 19 de janeiro como substituto de Scott Sinclair aos 69 minutos em partida da quarta rodada da Copa da Escócia em casa contra o Airdrieonians e marcou na vitória por 3 a 0. Com o Celtic, ele conquistou a Scottish Premiership.

### Lille
Em 29 de junho de 2019, Weah assinou um contrato de cinco anos com o Lille. Ele fez sua estreia em 11 de agosto, começando com uma vitória em casa por 2–1 sobre o Nantes. Ao todo disputou 107 jogos, com oito gols e sete assistências.

### Juventus
Weah assinou com a Juventus, da Serie A, em 1º de julho de 2023, com um contrato de cinco anos válido até 30 de junho de 2028. Os detalhes financeiros da transferência incluem uma taxa inicial e base de €10,3 milhões (US$ 11,22 milhões), a serem pagos ao Lille em dois anos, além de um máximo de €2,1 milhões (US$ 2,29 milhões) em bônus condicionados a objetivos esportivos e €1 milhão (US$ 1,09 milhão) em encargos adicionais.

#### Olympique de Marseille (empréstimo)
No dia 6 de agosto de 2025, Weah foi anunciado pelo Olympique de Marseille em uma contratação por empréstimo com opção de compra. Segundo informações de vários veículos de imprensa, o Olympique pagou 1 milhão de euros (cerca de R$ 6 milhões na cotação da época) para ter o jogador até o final da temporada, com a opção de compra fixada em 14 milhões de euros (R$ 89 milhões).

## Seleção Nacional

### Sub-17
No dia 16 de outubro de 2017, pelas oitavas de final da Copa do Mundo FIFA Sub-17, Timothy marcou um hat-trick na vitória dos Estados Unidos sobre o Paraguai por 5 a 0.

### Seleção Principal
Weah foi convocado para disputar a Copa do Mundo de 2022, e logo na primeira rodada abriu o placar aos 35 minutos do primeiro tempo contra Gales.

## Títulos
Paris Saint-Germain
- Ligue 1: 2017–18 e 2018–19
- Supercopa da França: 2018

Celtic
- Scottish Premiership: 2018–19
- Copa da Escócia: 2018–19

Lille
- Ligue 1: 2020–21[19]
- Supercopa da França: 2021

Juventus
- Coppa Italia: 2023–24

Seleção Norte-Americana
- Liga das Nações da CONCACAF: 2019–20, 2022–23 e 2023–24

### Prêmios individuais
- 60 jovens promessas do futebol mundial de 2017 (The Guardian)[20]